# Битка код Лузаре
Битка код Лузаре је вођена 15. августа 1702. недалеко од Лузаре у данашњој Италији. Аустријске снаге су однеле тактичку победу јер су имале мање губитака али нису псотигле одлучујућу победу.

## Позадина
У лето 1702. некон што су заузеле Гуасталу (итал. Guastalla) француске снаге под командом Луја Жозефа, војводе од Вендома су се упутиле ка северу са намером да освоје Боргофорт. Улогориле су се недалеко од Лузаре, на десној обали реке По.
Када је Еуген Савојски чуо за овај покрет француских снага одлучио је да одустане од опсаде Мантове и да пресретне Вендома. Еуген је свој штаб сместио у село Риву, неколико километара северније.
Француске снаге биле су у повољнијем положају јер су већ припремиле положаје за одбрану а лева страна њихових положаја била је ослоњена на реку По. Терен је био раван, испресецан каналима, јаругама и високим жбуњем.
Аустријске трупе биле су искусније и командовали су им веште војсковође међу којима Даун, Водемон, принц Георг од Хесе-Дармштата и Штархемберг.

## Битка
Ујутро 15. августа Еуген је чекао док све његове трупе нису заузеле борбене положаје. Напад је почео у пет сати после подне. Планирао је да одвоји Французе од обале реке и да их потом опколи. Неколико покушаја завршено је неуспехом пошто су Французи пружали снажан отпор.
Битка је потрајала све до 9 сати увече. Еуген је успео да потисне Вендомове снаге са бојног поља али није постигнут значајнији успех.
Након ове битке две армије су се сукобиле 4. новембра након чега су се француске трупе повукле чиме су завршене борбе у 1702. години.